# Paspalum dilatatum
Espèce
Statut de conservation UICN

 NE  : Non évalué
Paspalum dilatatum, le paspale dilaté, également appelé « herbe de Dallis » ou « millet bâtard », est une espèce  de plantes monocotylédones de la famille des Poaceae, sous-famille des Panicoideae, originaire d'Amérique du Sud.

## Description
C'est une plante herbacée vivace, cespiteuse, stolonifère, à la tige dressée pouvant atteindre de 40 à 180 cm de long, et aux inflorescences composées de racèmes élancés.

## Distribution
Originaire d'Amérique du Sud tropicale et subtropicale (Argentine, Bolivie, Brésil, Chili, Paraguay, Uruguay), il s'est naturalisé dans d'autres régions au climat doux.
En France, il est mentionné dans la Flore descriptive et illustrée (1906) d'Hippolyte Coste comme naturalisé dans le Var, les Bouches-du-Rhône et la Gironde. Actuellement bien représenté dans la vallée du Rhône, le Lot, l'Aveyron, il remonte jusqu'en Bretagne et en Île-de-France.

## Habitat
Plutôt hygrocline, il supporte cependant bien la sécheresse. Dans certains pays, c'est une adventice importante des cultures.

## Utilisation
Parfois cultivée comme plante fourragère en Amérique du Nord et Australie., l'espèce est considérée dans certaines régions comme une mauvaise herbe des cultures, notamment dans les plantations de canne à sucre, ainsi que des pelouses (terrains de golf). Elle est parfois classée comme plante envahissante.

## Toxicité
Paspalum dilatatum peut se révéler toxique pour le bétail lorsque la plante est infectée par une espèce de champignons phytopathogènes ascomycètes, Claviceps paspali. Ce champignon parasite du type « ergot » produit  à la fin de l'été ou en automne des sclérotes contenant des alcaloïdes trémorgéniques à noyau pyridinique. On a identifié de nombreux alcaloïdes dans les sclérotes de Claviceps paspali, notamment les suivants : agroclavine, chanoclavine, élymoclavine ergine, ergovaline, ergonovine, isoergine, paspaline, paspalicine, paspalinine, paspalitrème A et B.
Il suffit de 0,6 % d'ergots dans une ration pour qu'elle soit potentiellement toxique.
Les symptômes de l'intoxication sont dans une première phase une excitation et une tendance à l'agressivité, suivies dans une seconde phase par des tremblements, des titubations et des risques de chute brutale. Le retrait des animaux des pâturages infectés dès le premier stade d'excitation permet leur rétablissement en quelques jours.

## Liste des sous-espèces et variétés
Selon Tropicos (20 mai 2018) (Attention liste brute contenant possiblement des synonymes) :
- Paspalum dilatatum subsp. dilatatum
- Paspalum dilatatum subsp. flavescens Roseng., B.R. Arrill. & Izag.
- Paspalum dilatatum var. decumbens Vasey
- Paspalum dilatatum var. dilatatum
- Paspalum dilatatum var. parviflorum Döll
- Paspalum dilatatum var. pauciciliatum Parodi
- Paspalum dilatatum var. sacchariferum Arechav.